# Río Nottaway
El río Nottaway (del inglés: Nottaway River) es un importante río de la vertiente ártica de Canadá que discurre por la provincia de Quebec. El río drena el lago Matagami y viaja 225 km al norte-oeste hasta desembocar en la bahía de Rupert en el extremo sur de la bahía de James. Drena una cuenca de 65 800 km² y tiene un caudal medio de 1190 m³/s. Su fuente más lejana es la cabecera del río Mégiscane, que está a 776 km de la boca.
A lo largo de su curso hay varios lagos significativos, como el lago Soscumica (50°15′N 77°27′O / 50.250, -77.450) y el lago Dusaux (50°45′00″N 77°53′30″O / 50.75000, -77.89167).
El Nottaway, junto con los ríos Broadback y  Rupert, fue inicialmente considerado para ser represado y desarrollado como parte del Proyecto de la bahía de James. Pero en 1972 el desarrollo hidroeléctrico comenzó en los ríos más septentrionales de La Grande y Eastmain, y el Proyecto NBR fue dejado de lado. Con la decisión de desviar el río Rupert hacia el río La Grande, no es probable que el Nottaway se desarrolle en un futuro previsible.

## Toponimia
En el siglo XVII, los iroqueses invadieron el territorio algonquino cerca de la bahía de James siguiendo este río. Así que cuando los cartógrafos europeos comenzaron a trazar el río a finales del siglo XVII, lo llamaron «Rivière des Iroquois» [río de los Iroqueses], como se muestra en los mapas de Jean-Baptiste-Louis Franquelin en 1699, Guillaume Delisle en 1703, y Jacques- Nicolas Bellin en 1744.
Sin embargo, diversas formas de «Nottaway» comenzaron a aparecer a principios del siglo XVIII. «Noddaways», en 1715, «Nodaway», en 1743, «Nodaoay» y «Nodway», en 1744. Los geólogos James Richardson y Albert Peter Low utilizaron «River Notaway» en sus informes (de 1880 y 1885, respectivamente). La ortografía actual, «Nottaway», fue establecida a principios del siglo XX. Se cree que proviene de la palabra algonquina nadowe, que significa 'serpiente' y que las tribus algonquinas utilizaban para identificar o describir a sus enemigos, incluyendo a los iroqueses. Los cree llamaban a este río Natuweu Nipi, y el nombre iroqués era Nottaweou.

## Afluentes
Los principales afluentes del río Nottaway son los siguientes lagos y ríos:
- río Kitchigama (de 180 km de longitud)
- lago Matagami (con una superficie de 236 km²)
  - río Allard
  - río Bell (de 240 km de longitud y una cuenca de 22 222 km²)
    - río Laflamme
    - río Mégiscane (de 230 km de longitud y una cuenca de 8310 km²)

  - río Waswanipi (de 210 km de longitud y una cuenca de 12 300 km²)
    - río Chibougamau (de 200 km de longitud)
    - río Opawica